# Bickelomyia canescens
Bickelomyia canescens är en tvåvingeart som beskrevs av Stefan Naglis 2002. Bickelomyia canescens ingår i släktet Bickelomyia och familjen styltflugor. Inga underarter finns listade i Catalogue of Life.